# Brandbegrenzungsdecke

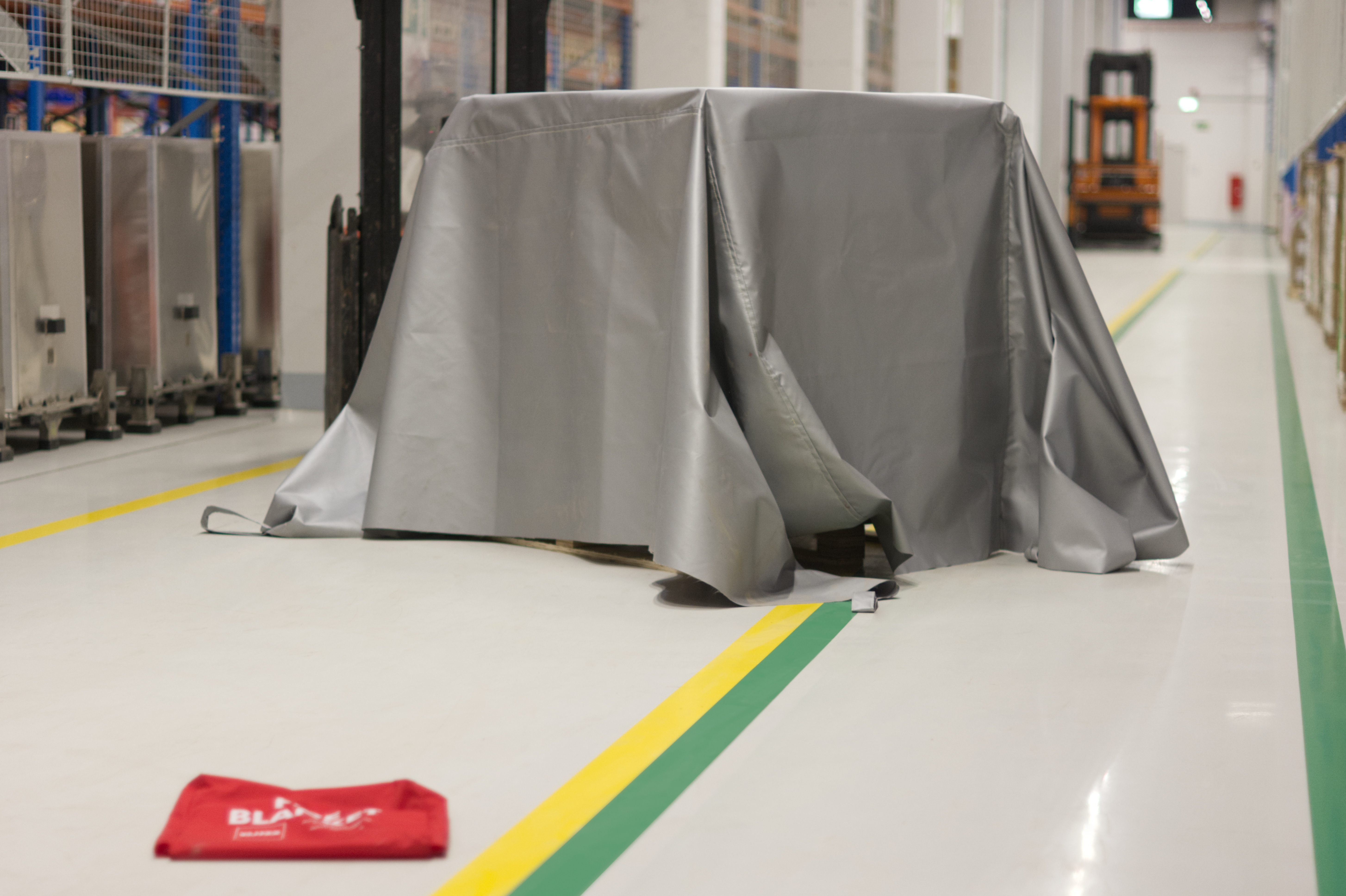
Brandbegrenzungsdecke zum Schutz der Umgebung im Falle eines (Akku-)Brandes

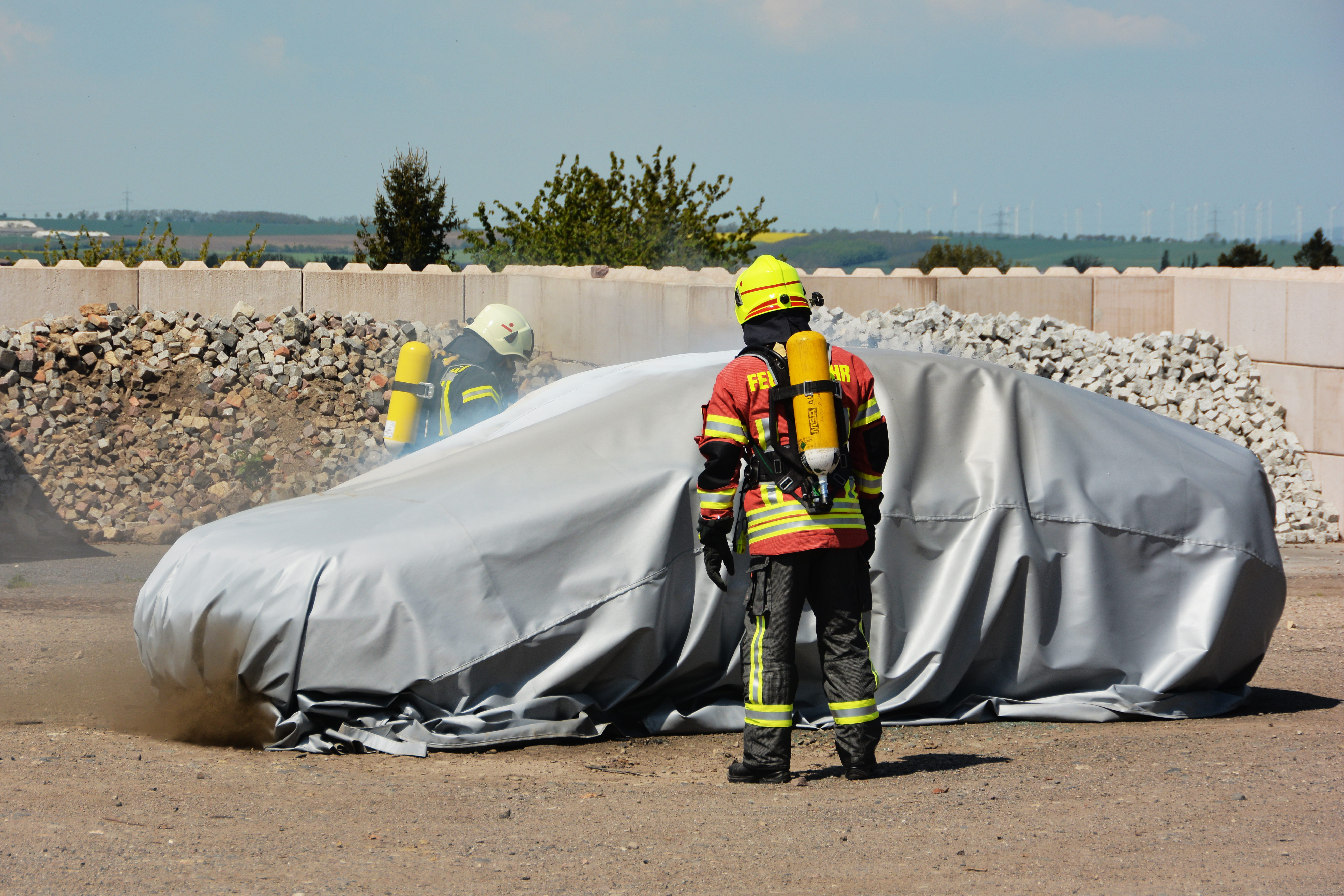
Die Feuerwehr übt die Bekämpfung eines Fahrzeugbrandes mit Hilfe der Brandbegrenzungsdecke.

Brandbegrenzungsdecken sind Brandschutzdecken, die speziell zur Eindämmung von Bränden von Elektrofahrzeugen angeboten werden.
Sie bestehen aus speziellen hitzeresistenten Materialien, oft einem Glasfasergewebe mit einer Beschichtung, und können hohen Temperaturen standhalten.
Der Begriff Brandbegrenzungsdecke hat sich etabliert, da sich Brände von Fahrzeugbatterien oft nicht mit herkömmlichen Mitteln löschen lassen. Fahrzeugbatterien die beispielsweise Lithium-Ionen-Akkus enthalten, können auch ohne externe Sauerstoffzufuhr weiterbrennen. 
Brandschutzdecken begrenzen und kontrollieren die Auswirkungen eines Batteriebrandes, indem sie die Umgebung abschirmen. 
Herkömmliche Löschdecken sind demgegenüber dazu gedacht, Brände durch Ersticken zu löschen.
Bei verunfallten Elektrofahrzeugen, von denen ein Risiko der Selbstentzündung ausgeht, können präventiv eingesetzte Brandbegrenzungsdecken das Risiko von übergreifenden Brandschäden minimieren.
Brandbegrenzungsdecken müssen ausreichend groß, schwer und hitzebeständig sein, um auch schwierig einzudämmende Brände kontrollieren zu können.
Die vorgeschlagene DIN SPEC 91489 enthält Anforderungen an die chemische, thermische und mechanische Beständigkeit der Decke, an die Kennzeichnung der Decke, an die Herstellerinformationen für den Anwender sowie an den Prüfbericht. Im Anhang werden die vorgesehenen Prüfverfahren aufgeführt.

## Anforderungen und Prüfung nach DIN SPEC 91489
FlammeinwirkungBrandbegrenzungsdecken müssen der Flammeinwirkung mit Löschmitteleinsatz (Wasser) standhalten.
Zur Prüfung wird die Decke über mehr als 20 Minuten mehrfach einer Temperatur zwischen 700 °C und 1000 °C ausgesetzt. Die Brandbegrenzungsdecke darf anschließend keine Löcher oder Risse aufweisen. Flammen dürfen höchstens über 5 Sekunden austreten.
Mechanische StabilitätZur mechanische Stabilität gehören Schnittfestigkeit bzw. Schnittschutz sowie die Stabilität von Halteschlaufen, gegebenenfalls Ösen und der Decke insgesamt. Eine mittlere Schnittschutzstufe wird erreicht, wenn die Decke nach DIN EN ISO 13997 einer Kraft von 5 N ausgesetzt werden kann. Bei hoher Schnittschutzstufe beträgt die Kraft 15 N.
Chemische BeständigkeitDie Integrität der Decke muss auch nach Kontakt mit Ölen, Fetten, Benzin, Wasser, Bremsflüssigkeit, Löschmittel, Batteriesäure sowie den Inhaltsstoffen der in E-Fahrzeugen verwendeten Batterietypen gegeben sein.

## Allgemeines
Eine Brandbegrenzungsdecke, auch als Brandschutzdecke bekannt, ist ein technisches Textil, zur Isolierung und Eindämmung von Bränden. Die Umgebung soll vor Schäden geschützt und der Brand unter Kontrolle gebracht werden. Im Gegensatz zu herkömmlichen Feuerlöschmethoden wie Wasser, Schaum oder Pulver verursacht die Anwendung einer Brandbegrenzungsdecke keine Kontamination der Umgebung.
Der Begriff „Brandbegrenzungsdecke“ hat sich in der jüngeren Vergangenheit etabliert, da Batteriebrände häufig nicht durch Ersticken der Flammen gelöscht werden können. Lithium-Ionen-Batterien können unter bestimmten Bedingungen ohne externe Sauerstoffzufuhr weiterbrennen. Brandbegrenzungsdecken dienen entsprechend der Kontrolle und Isolierung des Brandes.
Brandbegrenzungsdecken lassen Batterien, die sich nicht löschen lassen, kontrolliert abbrennen. Die Ausbreitung des Feuers und Schäden an der Umgebung werden verhindert. Die Decke kann das Übergreifen des Brandes auf andere Fahrzeugteile reduzieren, indem sie die Hitzeentwicklung begrenzt.
Darüber hinaus verhindern Brandbegrenzungsdecken das Ausbreiten von Feuer auf andere Fahrzeuge und halten herumfliegende Teilchen zurück, die bei der Explosion von Batteriezellen entstehen können. Sie reduzieren gegebenenfalls auch die Rauchentwicklung.
Bei verunfallten Elektrofahrzeugen, von denen ein Risiko der Selbstentzündung ausgeht, minimieren Brandbegrenzungsdecken das Risiko von übergreifenden Brandschäden.

## Geschichte und Entwicklung
Brandbegrenzungsdecken sind eine vergleichsweise junge Entwicklung im Bereich des Brandschutzes. Ihr Einsatzbereich hat sich in den letzten Jahren erweitert.
In den 2010er Jahren wurden technische Textilien zur Eindämmung und Bekämpfung von Bränden weiterentwickelt. Vlitex, Bridgehill, Jutec und andere Firmen entwickelten Brandschutzdecken speziell zur Eindämmung von Akkubränden, zum Schutz vor brennenden Elektrofahrzeugen und deren Ladeinfrastruktur. 

## Material
Brandbegrenzungsdecken bestehen in der Regel aus einem speziellen Glasfasergewebe, das hohe Temperaturen aushält und die Ausbreitung von Bränden verhindert. Die gebräuchlichsten und effektivsten Decken sind mit einer Silikonbeschichtung versehen, die es ihnen ermöglicht, Spitzen von bis zu 1300 °C standzuhalten. 
Glasfasergewebe ist nicht als umweltschädlicher oder gar gefährlicher Stoff klassifiziert. Darüber hinaus gibt die Silikonbeschichtung keine gefährlichen Giftstoffe an die Umwelt ab und enthält keine als PFAS bezeichneten per- und polyfluorierten Alkylverbindungen.

## Verwendung und Handhabung
Die Handhabung von Brandbegrenzungsdecken ist einfach und intuitiv. Sie ermöglichen eine schnelle und effektive Reaktion auf Brände. 
Abhängig von der Brandlast und dem Material können Brandbegrenzungsdecken mehrere Male verwendet werden.

## Anwendungsbereiche
Brandbegrenzungsdecken sind vielseitig in einer Vielzahl von Situationen und Branchen einsetzbar. Neben dem Umgang mit Bränden, die mit der E-Mobilität und Akku-Technologien zusammenhängen, können sie konventionelle Brände durch Ersticken löschen, z. B. Containerbrände.
Mit dem zunehmenden Wachstum und der Popularität von Elektrofahrzeugen ist die Wahrscheinlichkeit von Akkubränden gestiegen. Auch wenn solche Brände selten sind, stellen sie eine Herausforderung dar, da sie sehr hohe Temperaturen und eine lange Brenndauer erreichen und mit herkömmlichen Löschmethoden schwer zu bekämpfen sind.
Auch bei anderen Geräten, die Lithium-Ionen-Akkus verwenden, wie Laptops und Mobiltelefone, besteht die Gefahr von Akkubränden. Die Verwendung von angepassten Aufbewahrungsbehältnissen, die aus vergleichbaren Materialien wie Brandbegrenzungsdecken bestehen, kann sinnvoll sein.
Ein wichtiger Anwendungsbereich für Brandbegrenzungsdecken sind Parkhäuser. Geschlossene Räume wie Parkhäuser können bei Bränden immense Gefahren darstellen. Das ecell-guard-System ist eine automatisierte Brandbekämpfungslösung mit Brandbegrenzungsdecken für solche Situationen. Es erkennt Hitze und Rauch, löst einen Alarm aus und entfaltet automatisch eine Brandbegrenzungsdecke über dem betroffenen Fahrzeug, um Schäden an der Bausubstanz zu minimieren und die Umgebung vor Hitze und sich giftigem Rauch zu schützen.
Im Projekt ALBERO wird der Transport alternativ betriebener Fahrzeuge auf Fähren untersucht. Die eingeschränkten Möglichkeiten für Brandbekämpfungsmaßnahmen auf Fähren und die Schwierigkeit, havarierte Fahrzeuge zu isolieren, ergeben eine sinnvolle Anwendung für Brandbegrenzungsdecken.
Auch in der Fertigungs- und Lagerhaltungsindustrie, wo eine Vielzahl von Akkus für verschiedene Zwecke verwendet wird, bieten Brandbegrenzungsdecken einen proaktiven Schutz. Da diese Akkus oft eine hohe Energiedichte haben und in größeren Mengen gelagert werden, können sie im Falle eines Brandes ein erhebliches Risiko darstellen. Durch den Einsatz von Brandbegrenzungsdecken können potenzielle Brandherde isoliert und eine Ausbreitung des Feuers verhindert werden. 
Zukünftig könnte eine verbesserte Wiederverwendbarkeit oder eine effektivere Eindämmung von Rauch und Hitze erreicht werden.

## Umweltauswirkungen
Brandbegrenzungsdecken bieten eine umweltfreundliche Lösung. Im Gegensatz zu herkömmlichen Löschmitteln, die oft Wasser oder Chemikalien verwenden und Umweltkontaminationen verursachen können, führen Brandbegrenzungsdecken nicht zu einer Verschmutzung der Umgebung. 
Die Verwendung von Wasser als Löschmittel ist zwar weit verbreitet und effektiv, kann jedoch insbesondere in Gebieten mit begrenztem Zugang zu Wasserressourcen zu Problemen führen. Löschwasser, das bei der Brandbekämpfung verwendet wird, ist meist kontaminiert und gelangt in die Umwelt.
Chemische Löschmittel enthalten schädliche Substanzen, die sowohl die Umwelt als auch die menschliche Gesundheit beeinträchtigen. Die in Brandschutzdecken eingesetzten Materialien wie Glasfasergewebe und Silikonbeschichtungen sind in der Regel nicht als umweltschädliche oder gefährliche Stoffe klassifiziert, geben keine gefährlichen Giftstoffe an die Umgebung ab und enthalten keine als PFAS bezeichneten per- und polyfluorierten Alkylverbindungen.